# بيت أوزوالد
بيت أوزوالد (بالإنجليزية: Pete Oswald)‏ هو رسام أمريكي، ولد في 8 يوليو 1980 في سولت ليك في الولايات المتحدة.